# Hadaikum
A hadaikum a földtörténet sorrendben legelső eonja, amely az archaikum előtti időket foglalja magában a Föld keletkezésétől számítva. A különböző források eltérően határozzák meg hosszát, de hozzávetőleg a 4,6 milliárd évvel ezelőttől a 3,8 milliárd évvel ezelőttig terjedő időszakot értik alatta. Ezen intervallum eseményei a bolygóanyag összeállásától az ősóceánok kialakulásán át az élet megjelenéséig terjednek, kétségkívül a Föld legmozgalmasabb és legváltozatosabb időszakává téve az eont.

## A hadaikum felépítése és eseménytörténete
A hadaikum mint eon hivatalosan, a Nemzetközi Rétegtani Bizottság (International Commission on Stratigraphy) által el nem ismert, mivel kortörténeti meghatározása nélkülözi a rétegtani módszereket. Ebből fakadóan hivatalosan felosztva sincs, tovább bontására néhányan a Hold esetében alkalmazott felosztást használják. Ennek megfelelően a hadaikumbeli idők sorrendben:
- kriptikus éra
- medencerendszeri éra
- nektarikus éra
- alsó imbrikus éra

Megjegyzendő, hogy a kor eseménytörténete - mivel meglehetősen kevés közvetlen bizonyíték maradt fenn akkoriból - bizonyos esetekben viták tárgya.

### A kriptikus éra
- 4567 Ma: A fiatal Nap körüli törmelékkorong, azaz a protoplanetáris köd anyagának tömörödésével létrejöttek az első bolygókezdemények. A viszonylag lassú összeállás lehetővé tette a szilárd felszín kialakulását. A fiatal Föld pályája ekkor még közel sem volt mentes a törmeléktől, mindazonáltal a Naprendszer lakható övezetében stabilizálódott. A kezdeti légkör nagyrészt hidrogénből és héliumból állhatott, ami azonban az alacsony szökési sebesség és a napszél eróziós hatása miatt nem érhetett el nagy sűrűséget. Fordulópont volt a légkör gyarapodása szempontjából, amikor a planéta nagyjából elérte mai tömegének 40%-át, ami már elegendő visszatartó erővel bírt a nehezebb gázok, köztük a vízgőz számára.[1] A Naprendszeren belüli kedvező elhelyezkedésnek és a zömmel szén-dioxidot és metánt tartalmazó őslégkörnek (üvegházhatás) köszönhetően vélhetően megfelelő nyomás- és hőmérsékleti viszonyok uralkodtak ahhoz, hogy a folyékony víz megjelenjék a felszínen. Feltételezhető, hogy a Föld mai pályáján legalább két bolygókezdemény jött létre, s hogy a kisebb égitest (Theia) a nagyobb trójai kísérőjeként viselkedett (Nagy Fröccs-elmélet).
- 4533 Ma: a Föld növekvő gravitációs ereje nagyban felgyorsította a bolygópálya megtisztulását, sűrűsödtek a vonzáskörzet aszteroidáinak becsapódásai, az ütközések ereje felszaggatta a kérget és iszonyatos mennyiségű hőt szabadított fel. A meteorzápor nyomán a felszíni hőmérséklet mintegy 1000-1500 kelvinre emelkedett (körülbelül  725-1225 °C), illetve létrejött egy hozzávetőleg 200 kilométeres mélységű magmatenger (kéreg nélküli időszak), amivel párhuzamosan a légkör tekintélyes része elszivárgott. A kéreg megolvadása miatt a korai időkből egyáltalán nem maradtak emlékek. A Nagy Fröccs-elmélet szerint a Theia tömege ekkorra elérhette a Marsét, pályája emiatt instabillá vált, majd rövid időn belül összeütközött a Földdel. Az alacsony becsapódási szög és a viszonylag alacsony sebesség miatt a felszabaduló energia nem volt elegendő, hogy a Földet szétvesse, ellenben tekintélyes mennyiségű anyag szóródott ki a világűrbe, amely később a Holddá állt össze. Vélhetően ebből az eseményből következik többek közt a mai légkör alacsony nemesgáztartalma is. Megjegyzendő ugyanakkor, hogy a magmatenger létezésére - amely köré ezen elmélet épít - nincs egyértelmű bizonyíték.[2][3] Más elméletek szerint a Hold egy máshol létrejött, majd befogott égitest, ami eltérő kémiai összetételére adhatna megnyugtatóbb magyarázatot.[4][5] Akárhogy történt is, a Hold történetét ettől kezdve számítják.

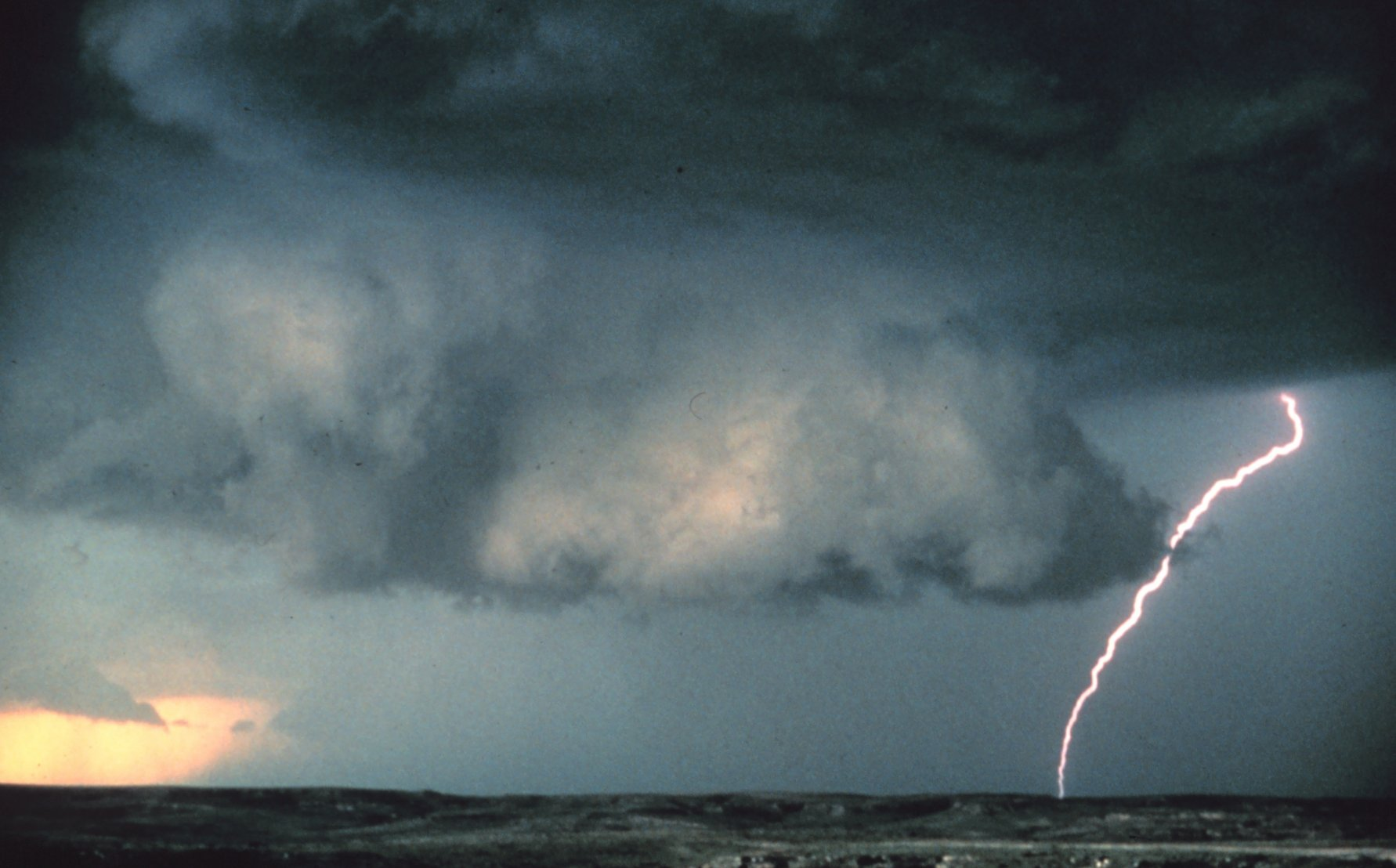
A légkör vízgőztartalmának kicsapódása hosszas esőzéseken keresztül végül az óceánok kialakulásához vezetett.

- 4450 Ma: A becsapódások ritkulása, illetve a lassú lehűlés mind a Földön, mind a Holdon magával hozta a szilárd kéreg kialakulását erre az időre. Bolygónk légkörében, a felhőövezetben megindult a vízgőz ismételt kicsapódása, azonban a csapadék a felszínen még magas hőmérséklet (körülbelül 300 °C) miatt azonnal elpárolgott: kezdetét vette az „évezredes esőzések” ideje. A hőmérséklet további süllyedésével megindult az óceánok felgyülemlése.
- 4404 Ma: Az eddig talált legidősebb földi ásvány (lelőhelye: Jack Hills, Nyugat-Ausztrália, fajtája: cirkon) keletkezési ideje. Ez egyértelmű bizonyítékul szolgál a szilárd felszín és a folyékony víz jelenlétére.[6] A légkört a vulkáni aktivitás nyomán felszabadult gázok ismét felduzzasztották, az ezzel egy időben a Földre érkező vízjég alapú üstökösök a vízkészletet gyarapították. Egyes feltételezések szerint ezek aminosavak formájában a víz mellett az élet csíráit is magukban hordozták.[7]

### A medencerendszeri éra
- 4150 Ma: A medencerendszeri éra kezdete.
- 4100 Ma: A legidősebb eddig talált földfelszíni kőzetek keletkezési ideje; a sziklatömb anyaga cirkónium-oxid, lelőhelye: Acasta Gneiss, Kanada.

## Névhasználat
A hadaikum szó Preston Cloud (1912-1991) amerikai geológustól ered, aki azt még 1972-ben, eredetileg a kéreg nélküli időszak megjelölésére használta. A Hadész (az alvilág görög istene) nevéből képzett elnevezés a fiatal Földön akkoriban uralkodó, a Poklot idéző viszonyokra utal. A korábbi szakirodalom általában prearchaikum vagy archaikum előtti címszavakkal hivatkozik erre az időszakra.

## Galéria

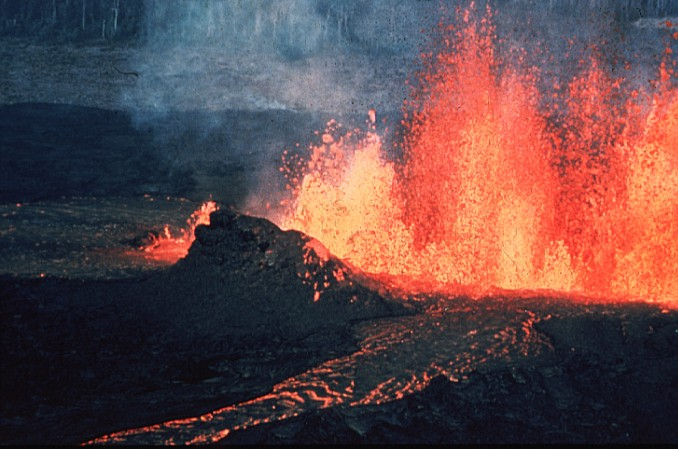
Közel a Pokolhoz: a Föld vulkanikus tevékenysége messze a hadaikum idején volt a legerősebb
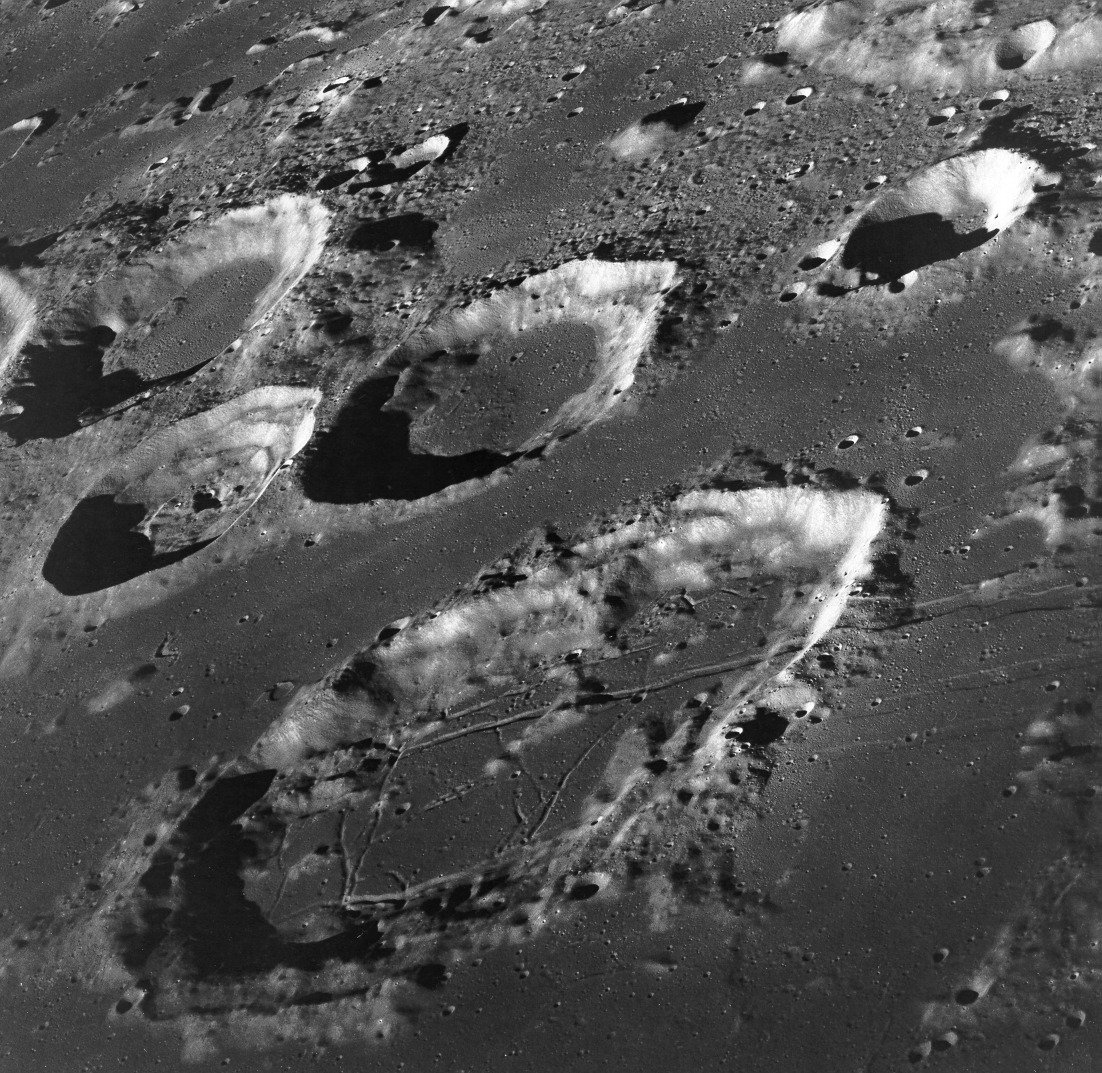
A Goclenius-kráter és közelebbi környezete. Míg a meteorbombázások nyomai a mai napig fellelhetőek a Holdon, addig nálunk már rég eltüntette azokat az erózió
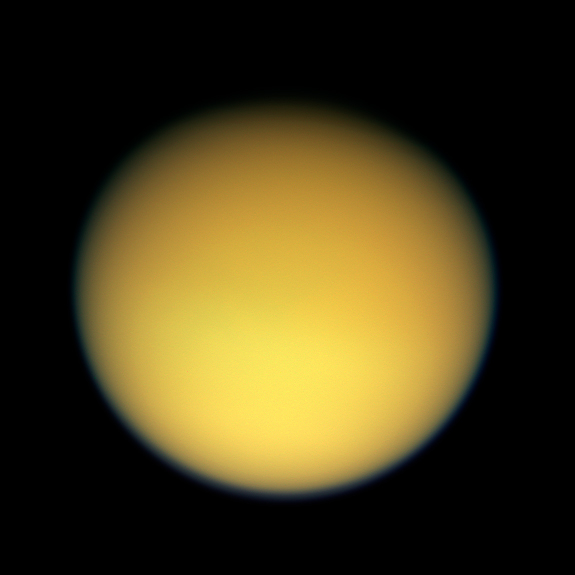
Általános vélekedések szerint a Szaturnusz legnagyobb holdja, a Titán kulcsfontosságú szerepet játszhat az evolúció megértésében
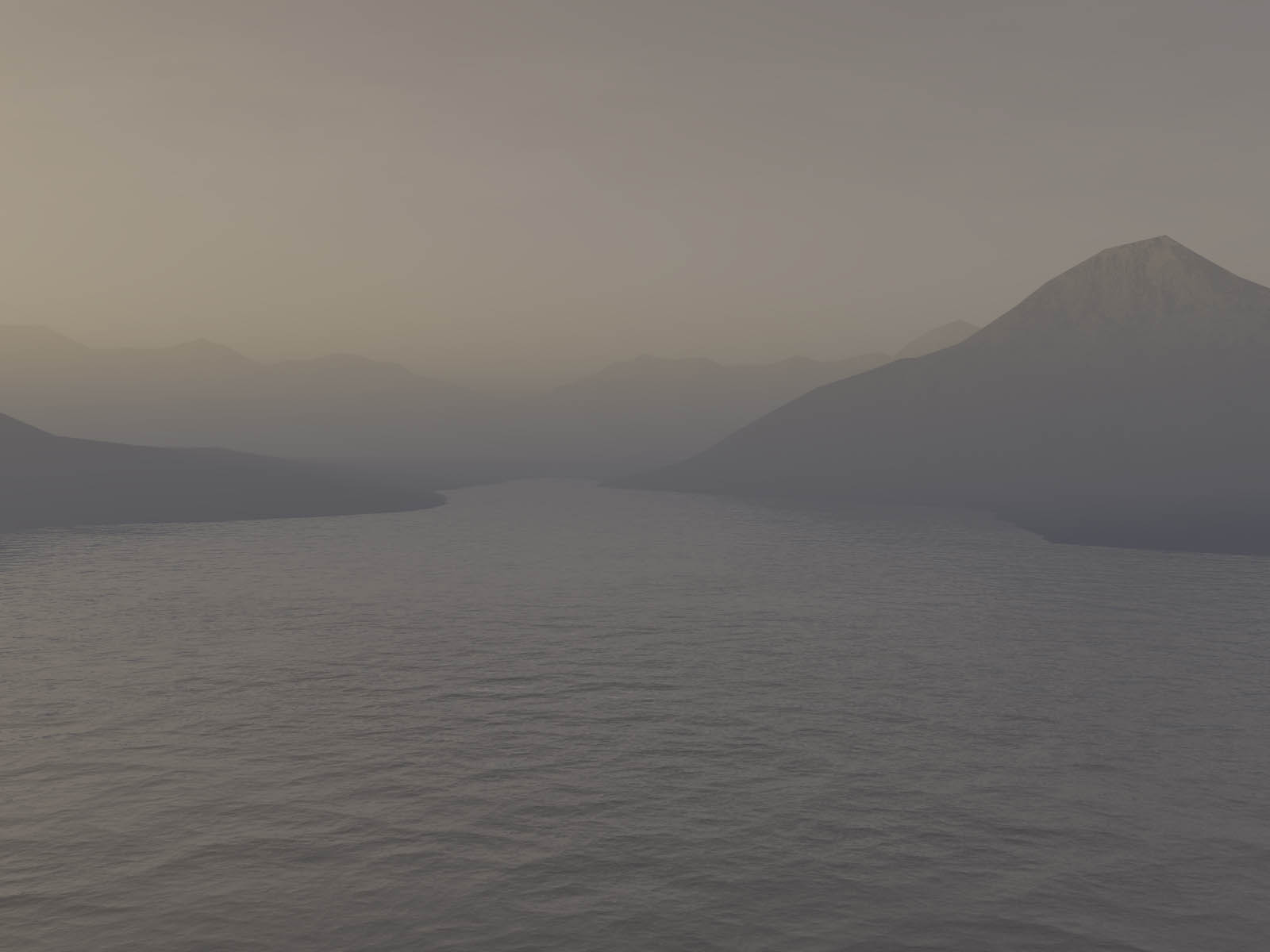
Az ózonpajzs hiányában az élet a vízre korlátozódott, miközben a szárazföldek mai szemmel elképzelhetetlenül kopárak voltak
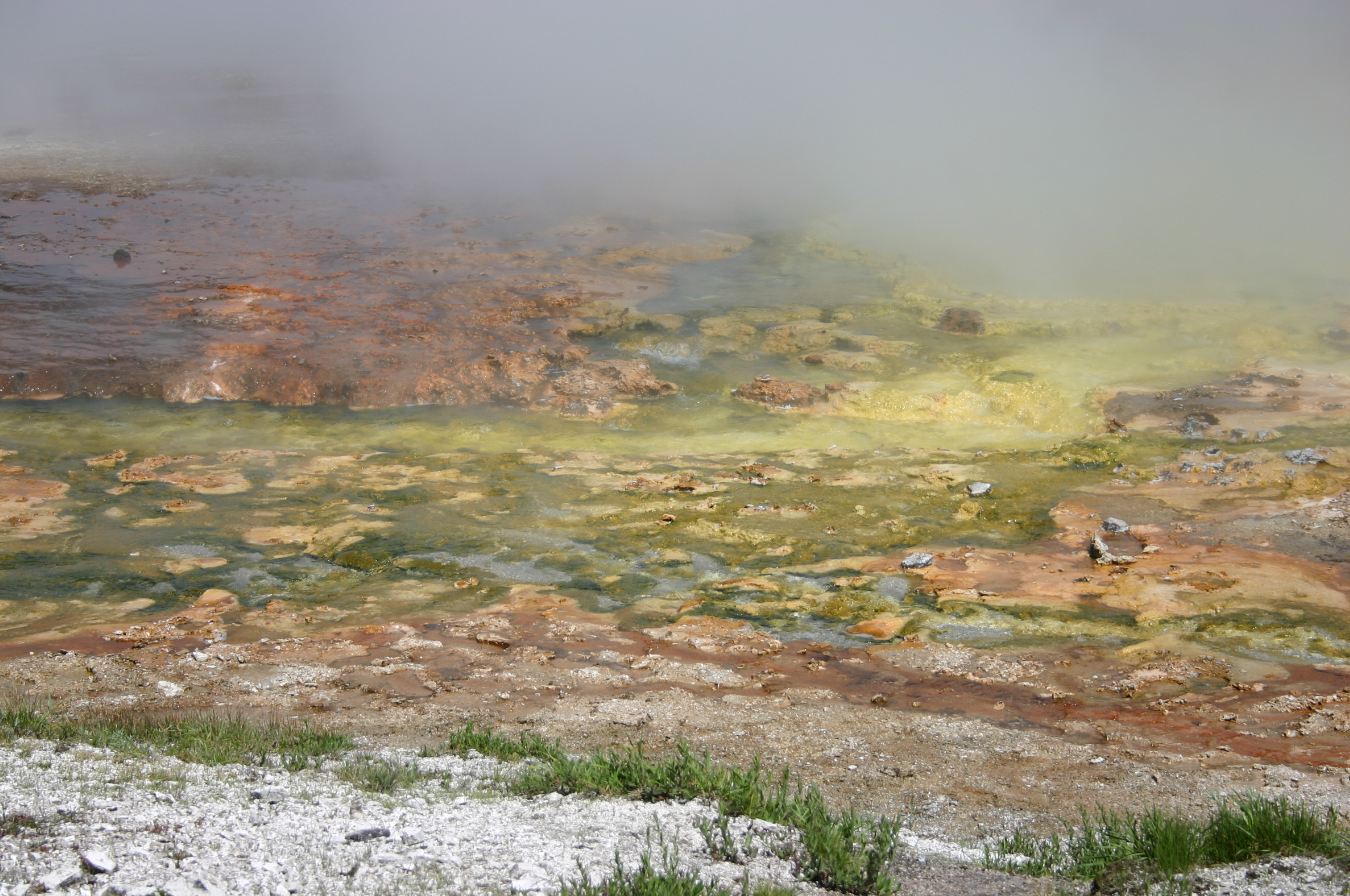
Hosszú ideig (még az archaikumban is) az egyetlen sejtes élőlények archeák lehettek
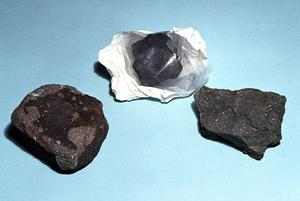
Aminosavtartalmú meteorit-maradványok